# Пайетт, Джеффри
Джеффри Росс Пайетт (англ. Geoffrey Ross Pyatt; род. 16 ноября 1963 в Ла-Холье, Сан-Диего) — американский дипломат.
Посол Соединённых Штатов Америки на Украине (3 августа 2013 — 18 августа 2016). Ранее работал в разных странах Азии, Европы и Латинской Америки.

## Биография
Уроженец Сан-Диего, квартал Ла-Холья. Окончил Калифорнийский университет в Ирвайне в 1985 году по специальности «политология» и со степенью бакалавра, в 1987 году получил степень магистра в Йельском университете по специальности «международные отношения».
С 1990 по 1992 год подрабатывал в посольстве США в Гондурасе, занимая должность вице-консула.
С 2006 по 2007 год возглавлял дипломатическую миссию в Индии, также работал позднее в делегации США в Международном агентстве по атомной энергии и других организациях со штаб-квартирой в Вене.

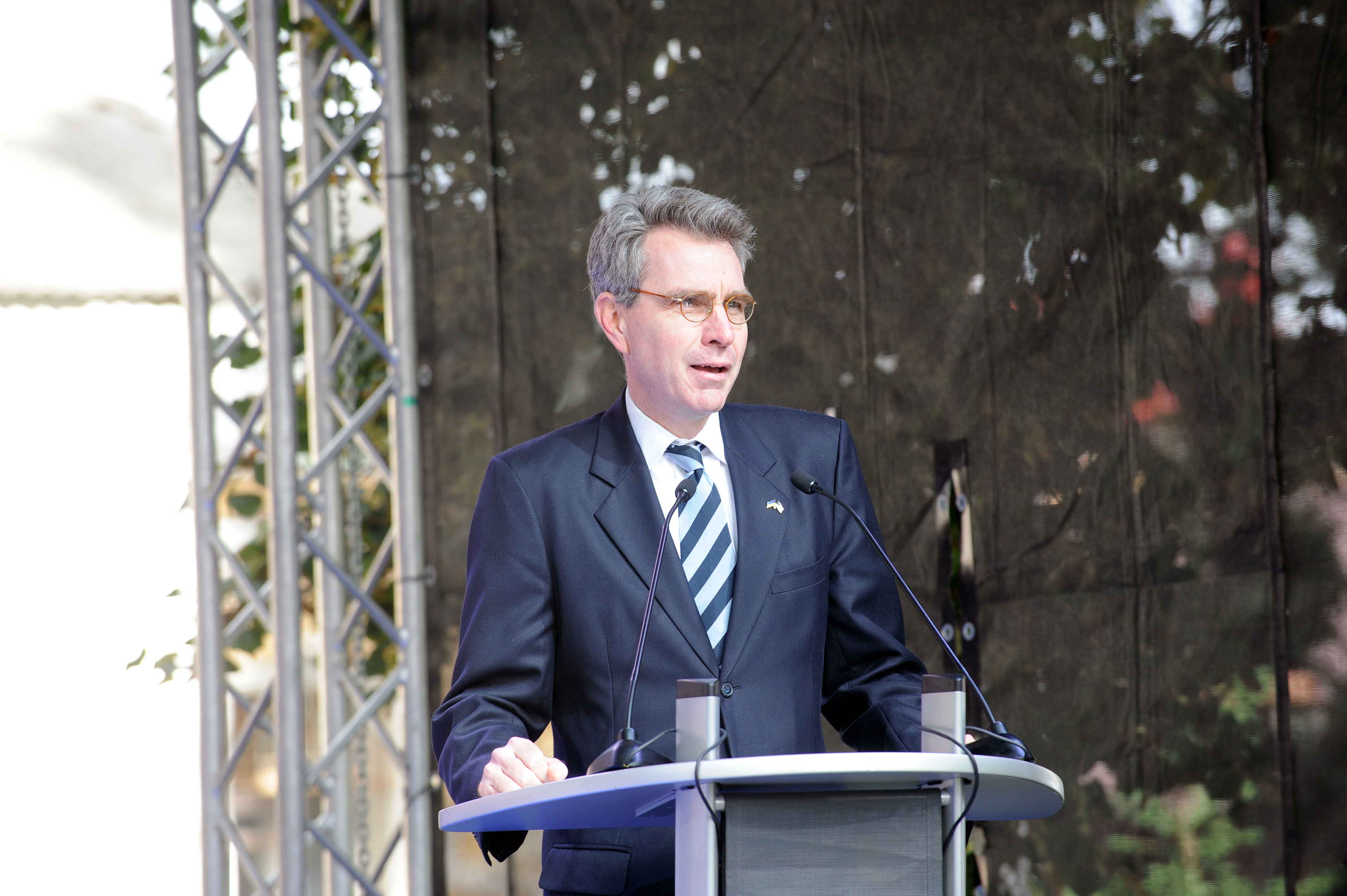
Пайетт на открытии университета BIONIC на Украине, 27 сентября 2013 года

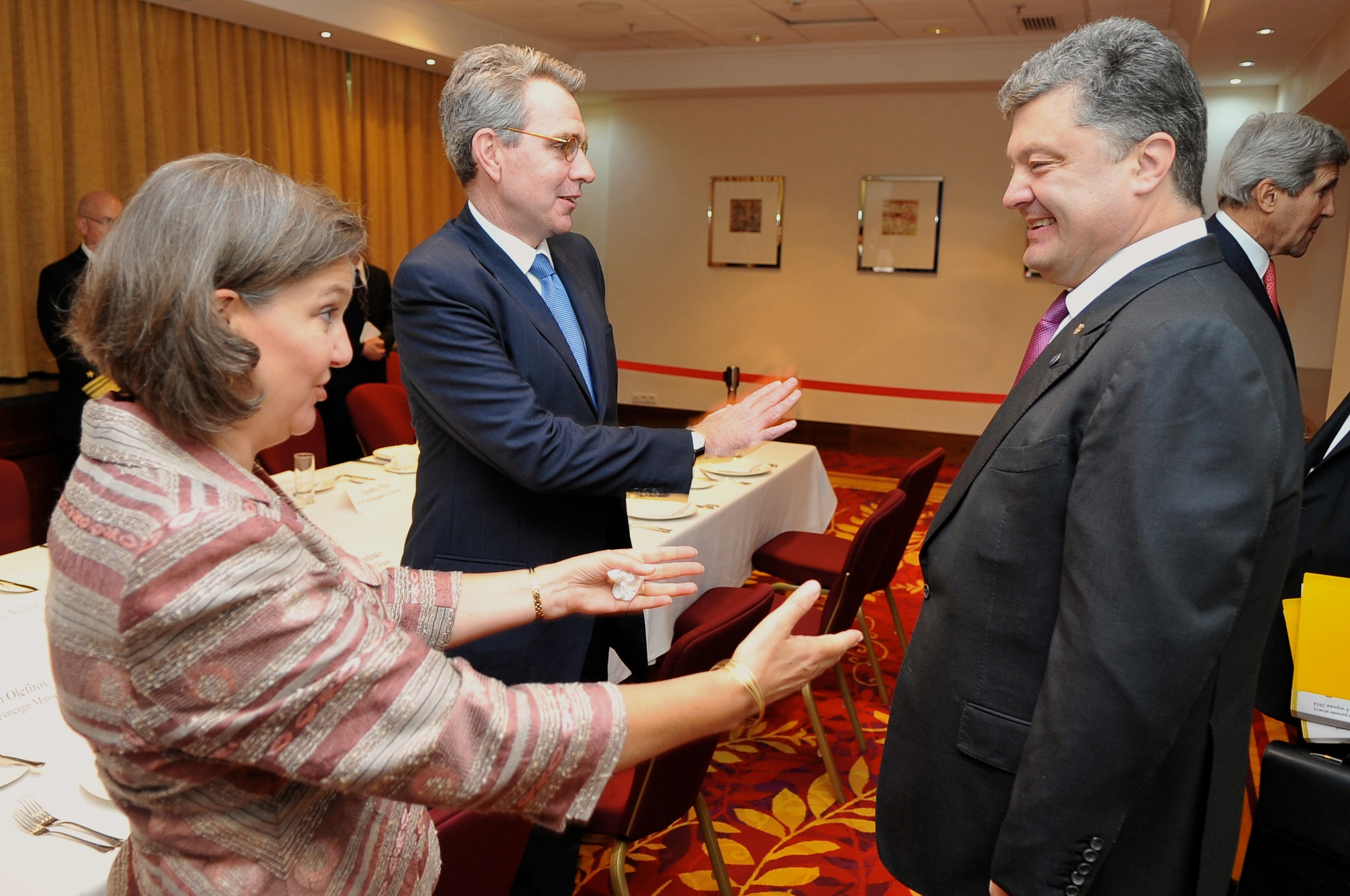
C В. Нуланд и П. Порошенко.
Варшава, 4 июня 2014 года

C мая 2010 по июль 2013 года занимал также должность в Бюро по делам Юго-Восточной Азии.
30 июля 2013 года Пайетт принёс присягу в должности посла США на Украине в здании Госдепа США в Вашингтоне, вступив официально в должность 3 августа 2013 года. 15 августа Президент Украины Виктор Янукович принял у себя нового посла.
15 октября Пайетт прибыл на международную конференцию в Киеве по борьбе с антисемитизмом, однако не участвовал в ней по причине приостановки работы Правительства США.
Сыграл активную роль во время Евромайдана (политического кризиса на Украине 2013—2014). 11 декабря 2013 года вместе с помощником государственного секретаря по делам Европы и Евразии Викторией Нуланд Джеффри Пайетт посетили Майдан Независимости в Киеве, где они угощали митингующих печеньем и булками, тем самым выразив им поддержку со стороны США. Позднее в интернете была опубликована прослушка телефонного разговора Пайетта и Нуланд, в которой они обсуждали ситуацию на Украине и лидеров оппозиции, и последняя нецензурно упоминает ЕС: это стало причиной скандала.
Во время вооруженного конфликта на востоке Украины обвинял Россию в поддержке сепаратистов.
19 мая 2016 года назначен президентом США Бараком Обамой послом США в Греции, утверждён в должности 14 июля 2016 года и приведён к присяге в сентябре 2016 года.
Джеффри Пайетт- помощник госсекретаря США по вопросам энергетических ресурсов. 
8 ноября 2022 года помощник госсекретаря США по вопросам энергетических ресурсов Джеффри Пайетт назначен координатором по поддержке Украины в сфере энергетики. Пайетт женат, воспитывает двоих детей. Будучи послом на Украине, изучал украинский язык.